# Берёзовка (Башмаковский район)
Берёзовка — упразднённая деревня в Башмаковском районе Пензенской области. Входила в состав Кирилловского сельсовета. Ликвидирована в 2001 г.

## География
Располагалась в 3 км к северо-западу от центра сельсовета села Кирилловка.

## История
Основана в 1-й половине XVIII в. Входила в состав Студенец-Соломенской волости Моршанского уезда Тамбовской губернии. После революции в составе Кирилловского сельсовета в начале Соседского, затем Земетченского районов. В 1976 г. передана в состав Липовского сельсовета Башмаковского района. В разные годы в деревне располагались центральная усадьба колхоза «Завет Ленина» и имени Шверника. Опустела в начале 1990-х годов.

## Население
Динамика численности населения села:
| Год             | 1858 | 1881 | 1897 | 1913 | 1926 | 1934 | 1959 | 1979 | 1989 |
| --------------- | ---- | ---- | ---- | ---- | ---- | ---- | ---- | ---- | ---- |
| Население, чел. | 234  | 265  | 231  | 464  | 252  | 302  | 182  | 27   | 6    |